# The Seminole Halfbreeds
The Seminole Halfbreeds er en amerikansk stumfilm fra 1910 af Sidney Olcott.